# Théodose VI d'Antioche
Théodose VI, né en 1889 et mort en 1970, fut patriarche orthodoxe d'Antioche et de tout l'Orient de 1958 à 1970.